# Mitch Ryder
Mitch Ryder (* jako William S. Levise, Jr.; 26. února 1945, Hamtramck, Michigan, USA) je americký zpěvák a kytarista. Byl členem skupiny The Peps, odkud po krátkém členství odešel a stal se členem skupiny Billy Lee & the Rivieras, která se později přejmenovala na The Detroit Wheels. Hrál také se skupinou Detroit. Jeho styl zpěvu ovlivnil Little Richard.